# Dekanat Kutno – św. Wawrzyńca
Dekanat Kutno – św. Wawrzyńca – jeden z 21 dekanatów diecezji łowickiej. 
W skład dekanatu wchodzą następujące parafie:
- Parafia św. Wojciecha Biskupa i Męczennika w Głogowcu
- Parafia św. Wawrzyńca w Kutnie
- Parafia św. Jana Chrzciciela w Kutnie
- Parafia św. Jadwigi Królowej w Kutnie
- Parafia Błogosławionych Męczenników Kutnowskich w Kutnie
- Parafia Wniebowzięcia Najświętszej Maryi Panny w Łaniętach
- Parafia św. Joachima w Mnichu
- Parafia Świętej Trójcy w Strzelcach

Dziekan dekanatu Kutno – św. Wawrzyńca
- ks. kan. dr  Jerzy Swędrowski – proboszcz w parafii św. Wawrzyńca w Kutnie

Wicedziekan
- ks. Mirosław Romanowski – proboszcz w parafii św. Jana Chrzciciela w Kutnie

Ojciec duchowny
- ks. Piotr Kalisiak – proboszcz w parafii św. Wojciecha Biskupa i Męczennika w Głogowcu